# 我們大家的河合莊
《我們大家的河合莊》，是日本漫畫家宮原琉璃的漫畫作品，於少年畫報社的《YOUNG KING OURs》2010年6月號開始連載，2018年2月號完結。此作品亦是宮原琉璃初次以「故事形式」連載的漫畫作品。
2013年11月30日發售的《YOUNG KING OURs》2014年1月號中發表電視動畫化消息。2014年4月3日TBS等日本電視台開始播出。

## 概要
就讀高中一年級的男生——宇佐和成，因為父母調職的關係，住進便宜且附有三餐的宿舍「河合莊」展開獨居生活。在那裡，他遇見了同樣也住在這棟宿舍的單戀對象——河合律，而除了律之外，還要跟其他「个性強烈」的房客一同生活……。

## 登場角色

### 河合莊的居民
宇佐和成（聲：井口祐一（日本）、 蔣鐵城（台湾）、張振熙（香港））本作男主角，就讀北高1年級，名字長時間不詳，《OURs》2013年10月號中才公開名字，初登場時身高為171公分，隨時間推進有逐漸長高，生日為4月10日，喜歡律。在78話中向律告白，也被律接受，但需等律離開河合莊後才可開始正式交往。
個性和善且擅於與人相處，即使對方是很奇怪的人也能平靜地對應，因此在國中時有著「怪人處理員」的稱號。
本身嚮往安靜和平的生活，但因為雙親的人際關係變得經常跟一些「有個性」(怪人)人相處，也因此對於「有個性」一詞特別敏感。
不過也因其包容力與處世態度，被住子的朋友篠原相中，極力招聘至她開設的「書生咖啡廳」進行短暫的暑期打工，結束後仍受到篠原的多次邀請不過仍婉拒。
在後輩中因為和善的態度也有不錯的評價。
喜歡的食物是漢堡肉。
河合律（聲：花澤香菜 （日本）、劉小芸（台湾）、賴芸芬（香港））
比宇佐大一學年的學姐（北高2年級），身高為160公分，生日為8月25日。進入高中就讀的同時入住河合莊，母親是河合莊實際的屋主，因為前往海外(美國)出差而沒住在一起。喜歡閱讀，個性沈默。喜歡宇佐。
經常一天到晚盯著書本看，就連回家的路途也是如此使得她有時會晚些到家，後在宇佐的陪同下才有所改善。
除了讀書以外對於一些兒童遊戲例如：吹泡泡、打水戰也會透露出濃厚的興趣，另對特色服裝(和服、燕尾服)特別有興致。害怕蜈蚣與恐怖片。
升上北高1年級時因為沒有同班的中學同學加上被動的個性，後來就成為孤身一人了，習慣了之後本人亦發覺並不討厭這樣就持續保持著。
儘管再怎麼喜歡宇佐，卻因為自信心不足認為宇佐只是對身為「怪人」的自己特別照顧而已。但關係有進一步的趨勢，偶爾會與宇佐交換讀書心得並推薦書給他。
在78話中被宇佐告白，也對此感到高興，但需待離開河合莊後才可開始正式交往，因不想與宇佐的關係一直處於暫定交往，畢業後搬出河合莊，成為第二個搬離的住戶。
房間在河合莊的最內側，主要被書櫃佔滿散發著一股書店氣息，也因此被麻弓批評沒有女人味。
住子對律的評價是「雖然不討厭一個人（律），但也不想一個人永遠待下去」。
彩花對律的評價是「對於他人對自己（律）的交流，律則是必須再三地確認交流的內容，連許多不必注意的細節也是，擅自決定要如此講究、累了卻又擅自的放棄了的自我毀滅類型」。
喜歡的食物是車站前每日限定30個的泡芙。
城崎（聲：四宮豪，聲：莎拉 蔣鐵城（台湾）、張振熙（香港））
全名為城崎志弦（しろさき しづる），宇佐的室友，暱稱為「小城」，身高為180公分，生日為1月28日。職業是小說家但目前在休養中，在河合莊住了4年。
有著被虐狂（M）個性，多次被巡警先生攔阻下來盤問，但因為是被虐狂所以基本人畜無害，到不如說是想被害的一方。
撇除被虐狂的部分其個性在河合莊中相對是較穩定的一個，甚至可以說是溫柔且心思細膩的男子，偶爾會表現出體諒、關心他人的一面，特別是對經常因失戀而低潮的麻弓。
擅長製作許多小道具與遊戲，例如：連射橡皮筋槍、巨大泡泡液、畢達哥拉斯裝置、畫板，因為是M也很擅長綑綁術。在故事尾聲因重新開始寫作而成為第一個搬離河合莊的人。
喜歡的食物是雞排飯。
錦野麻弓（聲：佐藤利奈）
女性上班族，身高為153公分，矮個子爆乳御姊型身材，生日為10月9日，在河合莊住了3年，因為沒有什麼看男人的眼光，使得戀情常常不了了之，隨著年紀增大越來越焦急因此染上酗酒的習慣，時常發酒瘋（因此被住子禁止在外頭喝酒）。
現在就連過年也因為婚姻的壓力而不回老家，非常討厭擅長人際交際的彩花跟所有熱戀中的情侶，拜此所賜對律抱持好感的宇佐也時常成為欺負的目標。
據說學生時代時非常具人氣交友也很順利，完全沒有想到晚年戀情會如此不順。下班回河合莊後肚子與胸部不時還得遭受彩花的性騷擾。
喜歡看恐怖片（因為白癡情侶會先被解決掉），有時也會透過唱歌、調戲宇佐或青少年發洩失戀的低落情緒，但當宇佐陷入低潮時也會主動給他當頭棒喝。
患有重度近視不戴隱形眼鏡或眼鏡的狀況下能見度相當低。
過去仍有男友時房間屬於相當可愛的類型，沒有男友的現在房間則相當邋遢。
彩花對麻弓的評價是「交往過的男友為130%的人渣」、「因為戀情一結束就會忘記過去男友的惡劣之處與特徵，所以才會不斷地被渣男騙到」。
喜歡的食物是親子丼。
渡邊彩花（聲：金元壽子）
女大學生，身高162公分，生日為5月21日，在河合莊住了2年。有嚴重的腹黑傾向幾乎整個河合莊住戶都拿她沒辦法(住子與拿房租要脅的律除外)，在初次見面的人面前容易裝乖。
相當擅長化妝與人際交際，根據宇佐看過其素顏的狀況可知化妝前後差別相當大，十分討厭以素顏見人。有著「臉部魔術師彩花老師」的稱號，有時會替律或麻弓化妝。
善於釣男人的這點則招來麻弓的厭惡，本人則自稱很喜歡麻弓的肚子、胸部（發洩對象）跟那股容易對付的煩惱。
老家在鄉下地方因此蜈蚣或蟲子並不是特別害怕，但是極度害怕兔子，老家家業為土木建築業，時常與爸爸吵架，大學畢業後因約定短暫回老家建築公司工作，並搬離河合莊，日後離開老家追逐自己想要的生活。
對他人在人際交往方面常常有一針見血的評價。
河合住子（聲：小林沙苗）
河合莊的管理員；律的姨婆。單身，身高為146公分，生日為7月5日。
平時負責處理河合莊的大小事（上至住戶情緒、下至蟲子入侵），擅長割烹類料理，河合莊的餐點都是由她負責，經常會在住戶低落時煮他們最愛的料理。
性格溫厚，總是帶著笑容，但發脾氣時會很恐怖，是少數制得住彩花的人；有時也會給宇佐關於律的建議，似乎有點支持兩人交往。
「書生咖啡廳」的店主篠原是多年的好友。
喜歡收集日本人偶跟欣賞相聲。

### 其他角色
千夏（聲：清水愛）
小學生，9歲，城崎所撿到的錢包主人。
最初因為被城崎的製作畢達哥拉斯裝置吸引，而時常來到河合莊監督畢達哥拉斯裝置的進度。
被城崎與麻弓發現擁有強烈的Ｓ（施虐者）資質，喜歡戀愛八卦跟住子作的布丁。
曾經向城崎告白但被城崎以年齡原因婉拒。
被眾人發現千夏是因為與朋友吵架後，被同班同學孤立才因此時常來到河合莊，也是因為這樣才向城崎告白，後在眾人的規勸下向朋友道歉才重新和好。
田神（聲：酒井俊輔）
宇佐的高中朋友，和宇佐一起擔任圖書委員，對麻弓有興趣。
北條（聲：綠川光）
宇佐於「書生咖啡廳」打工的同僚，源氏名為山本。
會將自己帶入日本古裝劇中的怪人，不僅會給自己添加古代窮書生的設定，亦會給他人隨意添加古裝劇設定。
曾被黑川吐槽雖然有這種古裝劇設定，但髮型卻與設定非常不和諧。
黑川（聲：近藤隆）
宇佐於「書生咖啡廳」打工的同僚，源氏名為西園寺。
個性溫和、冷靜且直覺敏銳，有時會不自覺的凸顯自己優點的類型，因其個性使彩花裝乖的一面完全沒用，被彩花視為【天敵】。
自稱看得到幽靈，並將守護靈時常掛在嘴邊。
林（聲：沼倉愛美）
宇佐國中時代的女同學，國中時代的打扮相當土氣，非常喜歡靈異故事並自稱「超靈感少女」。
但也因怪異的個性與嗜好被同學所排斥，但宇佐卻仍舊以溫和的態度相待，也因此對宇佐有些好感，甚至制作了巧克力想要送给他，但本人称「找男朋友一定要找成功率高的所以一开始就放弃了」。
高中後發現可愛是可以加工出來的，就開始改造自己變得相當漂亮，並斷絕了國中的那些嗜好。
因為與田神舉辦聯誼的關係，意外的「書生咖啡廳」與宇佐相逢，但因為不想讓聯誼的朋友知道國中的自己的事情，而抖出了宇佐身為「怪人處理員」的事情，加上聯誼朋友惡劣的嘲諷傷害了宇佐，後在律、麻弓、彩花的出面下才制止了他們。
之後對自己的行為深感後悔，向宇佐道歉、道谢後遇見了與自己相似的黑川，似乎對黑川一见钟情，因而時常來到「書生咖啡廳」。
時常因為宇佐與律的感情一籌莫展而煩惱，變成經常夾在兩者中間去協調對方，有時又會因為宇佐對林的溫柔，使得自己成為律的吃醋對象。
除了喜歡靈異故事外亦對閱讀十分感興趣，一度差點與律成為書友，但因為各自讀書的習慣相差太大而失敗。
常田美晴（聲：諏訪彩花）
彩花國中時代的朋友，與彩花不同比較不善長聯誼與打扮自己，酒量也相當差。
知道很多關於彩花的弱點與糗事，因此被宇佐與麻弓兩人奉為【彩花的弱點百科】而歡迎。

## 用語
河合莊
故事的主要舞台，木造的公寓。屋主為律的祖父（住子的哥哥。已故）。以岐阜市「川原町」的古街為原型。
管理人為住子，目前有男性2人、女性4人在同一個屋簷下生活，男生不能進入「女性區域」（但女性可以自由活動，包含進入男生區域。河合莊為男女不平等之社會型態，從第一話中男女的衛浴設備等級跟住子的言論可得知）。女性區域的走廊擺放了竹刀、球棒、電擊槍等護身道具。

## 出版書籍
| 卷數 | 少年畫報社     | 少年畫報社             | 長鴻出版社    | 長鴻出版社             |
| 卷數 | 發售日期       | ISBN                   | 發售日期      | EAN / ISBN             |
| ---- | -------------- | ---------------------- | ------------- | ---------------------- |
| 1    | 2011年5月30日  | ISBN 978-4-7859-3631-0 | 2012年7月11日 | EAN 471-5409-85081-6   |
| 2    | 2012年1月30日  | ISBN 978-4-7859-3777-5 | 2014年4月24日 | EAN 471-5409-85951-2   |
| 3    | 2012年8月30日  | ISBN 978-4-7859-3909-0 | 2014年8月13日 | EAN 471-5409-86575-9   |
| 4    | 2013年5月30日  | ISBN 978-4-7859-5057-6 | 2015年2月10日 | EAN 471-5409-86852-1   |
| 5    | 2014年3月26日  | ISBN 978-4-7859-5251-8 | 2017年1月13日 | EAN 471-3006-54020-8   |
| 6    | 2014年11月29日 | ISBN 978-4-7859-5435-2 | 2018年7月18日 | EAN 471-3006-54118-2   |
| 7    | 2015年9月30日  | ISBN 978-4-7859-5634-9 | 2021年2月4日  | EAN 471-3006-54217-2   |
| 8    | 2016年5月30日  | ISBN 978-4-7859-5789-6 | 2021年4月27日 | ISBN 978-626-000-702-7 |
| 9    | 2017年4月28日  | ISBN 978-4-7859-6006-3 | 2021年4月27日 | ISBN 978-626-000-703-4 |
| 10   | 2018年6月30日  | ISBN 978-4-7859-6235-7 | 2022年3月9日  | ISBN 978-626-006-459-4 |
| 11   | 2018年7月30日  | ISBN 978-4-7859-6257-9 | 2022年3月9日  | ISBN 978-626-006-460-0 |

## 電視動畫
2014年4月3日開始於日本TBS電視台、BS-TBS、SUN電視台等播放，另外有網路NICONICO等網路隔日放送。

### 製作人員
- 原作：宮原琉璃（日语：宮原るり）（YOUNG KING OURs連載／少年畫報社）
- 監督：宮繁之[4]
- 系列構成、劇本：古怒田健志
- 角色設計：栗田新一、河野真貴
- 客串人物設計：山中純子
- 美術監督：黛昌樹
- 色彩設定：西香代子
- 音響監督：川添憲五
- 音樂：松田彬人
- 音樂製作：Lantis
- 音響製作：DAX Production
- 動畫製作：Brain's Base
- 製作：委員會大家的河合莊

### 主題曲
片頭曲（有朝一日,總有天與你的世界）
作詞：林英樹，作曲：佐藤純一，編曲、主唱：fhána
片尾曲「My Sweet Shelter」（我的甜蜜住房）
作詞：，作曲、編曲：山口朗彥，主唱：河合律（花澤香菜）、錦野麻弓（佐藤利奈）、渡邊彩花（金元壽子）
插曲「昆虫たちも祝福する森のウエディング」
作詞：古怒田健志，作曲、編曲：松田彬人，主唱：錦野麻弓（佐藤利奈）

### 各話列表
| 話數   | 日文標題 | 中文標題       | 分鏡              | 演出              | 作畫監督                                         | 總作畫監督                 | 片尾插畫        |
| ------ | -------- | -------------- | ----------------- | ----------------- | ------------------------------------------------ | -------------------------- | --------------- |
| 第1話  |          | 比如說         | 宮繁之            | 古賀一臣          | 栗田新一                                         | 栗田新一                   | 長谷川哲也      |
| 第2話  |          | 這是           | 吉川博明          | 室谷靖            | 江森真理子、河野真貴                             | 河野真貴                   | 水上悟志        |
| 第3話  |          | 為什麼         | 平野俊貴          | 黑田晃一郎        | 谷口繁則                                         | 栗田新一                   |                 |
| 第4話  |          | 總之           | 米良知            | 古賀一臣          | 小山知洋                                         | 河野真貴                   | 小野寺浩二      |
| 第5話  |          | 果然           | 浦野美櫻          | 大庭秀樹          | 江森真理子、栗田新一 山中純子                    | 栗田新一 山中純子          | 鈴木小波        |
| 第6話  |          | 難道           | 古賀一臣          | 室谷靖            | 深川可純、小川浩司 米田騎士                      | 河野真貴                   |                 |
| 第7話  |          | 推薦           | 黑田晃一郎        | 室谷靖            | 谷口繁則                                         | 栗田新一                   | 宮下裕樹        |
| 第8話  |          | 開心           | 吉川博明          | 佐藤光敏          | 梶浦紳一郎、深川可純 河野真貴、小林利充          | 河野真貴 小林利充          | Ark Performance |
| 第9話  |          | 禁忌的         | 中野英明 吉川博明 | 中野英明          | 山川宏治、栗田新一                               | 栗田新一                   | 聖悠紀          |
| 第10話 |          | 放著不管就好了 | 宮繁之            | 室谷靖            | 河野真貴、大木賢一 梶浦紳一郎、深川可純 栗田新一 | 河野真貴                   |                 |
| 第11話 |          | 沒有朋友什麼的 | 吉川博明          | 小柴純彌          | 谷口繁則、白川茉莉 深川可純、小川浩司 栗田新一   | 栗田新一 山中純子          | 石黑正數        |
| 第12話 |          | 想要靠近       | 米谷良知          | 室谷靖            | 梶浦紳一郎、深川可純 栗田新一、河野真貴 小林利充 | 河野真貴 小林利充          | 谷川史子        |
| 特別篇 |          | 初次的         | 宮繁之            | 中野英明 寺澤伸介 | 小川浩司、深川可純 栗田新一、河野真貴            | 栗田新一 河野真貴 小林利充 | 不適用          |

### 播放電視台
日本深夜動畫：下文記載的日本国内播放時間使用日本標準時間（UTC+9）表示。因為部分時間标识會採用30小时制，因此請留意这类超过24:00的时间，其實際播放時間為翌日清晨。
| 播放地區   | 播放電視台   | 播放日期               | 播放時間（UTC+9）         | 所屬聯播網          | 備註            |
| ---------- | ------------ | ---------------------- | ------------------------- | ------------------- | --------------- |
| 關東廣域圈 | TBS電視台    | 2014年4月3日－6月19日  | 星期四 26時16分－26時46分 | 日本新聞網          | 製作局          |
| 兵庫縣     | SUN電視台    | 2014年4月7日－6月23日  | 星期一 23時30分－24時00分 | 獨立UHF局           |                 |
| 京都府     | 京都放送     | 2014年4月7日－6月23日  | 星期一 25時00分－25時30分 | 獨立UHF局           |                 |
| 中京廣域圈 | 中部日本放送 | 2014年4月10日－6月26日 | 星期四 27時26分－27時56分 | 日本新聞網          |                 |
| 日本全國   | BS-TBS       | 2014年4月12日－6月28日 | 星期六 25時30分－26時00分 | 日本新聞網 衛星電視 |                 |
| 日本全國   | KIDS STATION | 2014年4月17日－7月3日  | 星期四 23時00分－23時30分 | 衛星電視            | 製作協力 有重播 |

## 外部連結
- 《我們大家的河合莊》公式網站（TBS電視台）（页面存档备份，存于） （日語）
- 《我們大家的河合莊》KBS京都電視台日文介紹 （页面存档备份，存于） （日語）
- 《我們大家的河合莊》NICONICO網路直播專題 （页面存档备份，存于） （日語）
- 《我們大家的河合莊》GyaO!網路直播付費專題 （日語）
- 《我們大家的河合莊》b-ch萬代頻道網路直播付費專題 （页面存档备份，存于） （日語）
- 我們大家的河合莊的X（前Twitter） （日語）